# 靳冰
靳冰（1927年—？），男，天津人，中国麻醉学家，曾任中国人民解放军军医进修学院教授、博士生导师。